# Daniel-Ange de Maupeou d'Ableiges
 (août 2022).
Daniel-Ange de Maupeou d'Ableiges, né le 17 octobre 1932 à Bruxelles, en Belgique, est un moine, prêtre catholique et écrivain franco-belge. Il est le fondateur de l'école de prière et d'évangélisation Jeunesse-Lumière.

## Biographie

### Famille
Daniel-Ange est né à Bruxelles en 1932, dans une famille aristocrate de fervents catholiques. Sa mère est née Edwige d'Ursel. Son père, Gaston de Maupeou Monbail, est officier de la marine française, sa mère est pilote de l’aviation belge. Il est issu de la famille de Maupeou qui a donné de grands serviteurs de la France. Son cousin Xavier de Maupeou deviendra missionnaire au Brésil et évêque de Viana.

### Scolarité
Il effectue sa scolarité en Suisse et en Angleterre[réf. nécessaire].
En 1950, il entre dans les ordres à l'abbaye bénédictine Saint-Maurice-et-Saint-Maur de Clervaux, au Luxembourg.
En 1952, il commence des études de philosophie au grand séminaire d'Aix-en-Provence.
En 1954, il effectue son service militaire en tant qu'infirmier à l’hôpital de Liège. Il participe à la fondation de la Fraternité de la Vierge des Pauvres à Bouricos, dans les Landes, en France[réf. nécessaire].
Il poursuit ensuite ses études par de la théologie chez les dominicains de Toulouse en 1957[source insuffisante].
Il est envoyé par ses supérieurs pendant douze ans au Rwanda, de 1958 à 1971 : « J’ai eu un coup de foudre pour ce pays, pour cette nation. J’ai vécu sur la crète du Congo-Nil […] Avec une douzaine de frères, nous avons fondé la Fraternité de la Vierge des Pauvres. ».
En 1971, il rentre en Europe et étudie la théologie à Fribourg, en Suisse, puis se retire cinq ans dans un ermitage en Ardèche.

### Prêtrise
Il est ordonné prêtre à Lourdes le 23 juillet 1981 par Bernardin Gantin, légat du pape.
Il a réalisé 220 tournées d'évangélisation dans 42 pays[réf. nécessaire].
Il est fait doctor honoris causa de l'université catholique de Lublin, en Pologne, en 2009.

## Affaires judiciaires et scandales

### Procès perdu en diffamation
En 1995, Thierry Meyssan affirme avoir entretenu une relation homosexuelle avec lui, son ancien guide spirituel, qui s'en défend et obtient du tribunal de Nanterre 1 franc de dommages et intérêts pour propos diffamatoires, mais est débouté en appel,.

### Soupçons d'abus sexuels
En novembre 2022, à la suite d'une mise en cause pour voyeurisme à son encontre, Daniel-Ange de Maupeou d'Ableiges dément son implication dans ces abus sexuels,,.

### L'école Jeunesse-Lumière
Le P. Daniel-Ange cofonde l'école d'évangélisation Jeunesse-Lumière à Pratlong, dans le Tarn, en 1984. Sur ordre de l'archevêque d'Albi, l'établissement ferme en mai 2023 en raison de sa vétusté, d'un manque d'élèves, des soupçons d'abus sexuels envers le prêtre, et pour y avoir organisé des thérapies de conversion, révélées par Jean-Michel Dunand, un ancien élève homosexuel.